# Bear Grylls
Edward Michael Grylls, detto Bear (Londra, 7 giugno 1974), è un conduttore televisivo, alpinista e militare britannico.
Conosciuto per la serie televisiva Uomo vs. Natura, nota anche come Ultimate Survival, nel 2010 è stato protagonista del programma televisivo L'ultimo sopravvissuto - Metropolis, in cui mostra come sopravvivere in caso di pericoli che si possono verificare in luoghi apparentemente sicuri.
Scout dall'età di otto anni, è stato il britannico più giovane a scalare l'Everest, all'età di 23 anni; durante la spedizione alcune persone hanno perso la vita. Nel luglio 2009 è stato nominato capo dell'associazione scout britannica, all'età di 35 anni, il più giovane ad assumere questo incarico. Il soprannome "Bear" (in italiano "Orso"), gli fu dato dalla sorella appena nacque.

## Biografia
Figlio del politico Michael Grylls e di Sarah Ford, cresce a Donaghadee, in Irlanda del Nord. A quattro anni, si trasferisce con la famiglia a Bembridge sull'Isola di Wight. I suoi nonni materni erano Patricia Ford, del partito unionista dell'Ulster MP, e Neville Ford, giocatore di cricket. Impara a praticare free climbing e vela da suo padre in tenera età. Consegue il grado di cintura nera secondo dan di Karate Shotokan da adolescente. In un episodio di sopravvivenza in ambiente urbano Bear mostra tecniche di Aikido da usare contro degli aggressori.
Parla inglese, spagnolo, francese. È sposato con Shara Cannings Knight dal 2000, con la quale ha avuto tre figli: Jesse, Marmaduke, Huckleberry. Studia all'Eton College e all'Università di Londra, presso la quale si laurea nel 2002. Dopo la scuola, si arruola nell'esercito indiano e trascorre alcuni mesi facendo escursioni sui monti himalayani del Sikkim, Bengala Occidentale e Assam.
Dal 1994 al 1997, dopo aver superato la selezione nelle forze speciali (Special Air Service, SAS) e svolto tre anni di servizio nel 21° SAS (reggimento di riserva del SAS), è diventato soldato part-time (forma prevista dalle forze armate britanniche), istruttore di sopravvivenza e patrol medic.
Nel 1996 è vittima di un incidente paracadutistico in Africa settentrionale. Il suo paracadute si strappa a 1.200 metri di altezza e si apre parzialmente, facendolo cadere a terra sulla schiena e causandogli la frattura di tre vertebre (T8, T10 e T12). Trascorre i dodici mesi successivi in riabilitazione, prima di dirigere i suoi sforzi nel tentativo di realizzare il suo sogno d'infanzia: scalare l'Everest. Nel 2004 è insignito del titolo onorario di Capitano di Corvetta nella Royal Naval Reserve.
In Italia il programma Wild - Oltrenatura ha trasmesso alcuni dei suoi consigli di sopravvivenza. Nel 13º episodio della quinta stagione, Bear Grylls attraversa il deserto ghiacciato della Svezia insieme all'attore Will Ferrell. Nel marzo 2012, Discovery Channel annulla le future produzioni con Grylls a causa di dispute contrattuali.
Nel 2014 il programma Bear Grylls: celebrity edition, il famoso avventuriero e survivalista ha condotto sei celebrità nelle località più selvagge e remote degli Stati Uniti e del mondo, per un viaggio di 48 ore. Le celebrità che hanno accompagnato Bear Grylls sono l'attore Zac Efron, il regista e attore Ben Stiller, l'attore Channing Tatum, l'ex giocatore della NFL Deion Sanders, l'attore Tom Arnold e la conduttrice della rete MSNBC e del programma Today Tamron Hall e per finire l'allora Presidente degli Stati Uniti d'America Barack Obama. Ognuna di queste celebrità ha affrontato aree selvagge e località remote cimentandosi in viaggi estremi e ricchi di azione e avventura. Dallo skydiving nelle Catskill Mountains, fino alla calata in corda doppia dalle pareti rocciose nello Utah e alla lotta contro piogge torrenziali e forti venti in Scozia.

## Critiche
Il programma Man vs. Wild (conosciuto in Italia col nome di Uomo vs. natura o L'ultimo sopravvissuto) è stato accusato di falsare la reale pericolosità delle situazioni mostrate e che l'apparente solitudine di Grylls sia in realtà una drammatizzazione scenica vista la presenza della troupe televisiva e di gruppi di aiuto esterni in caso di rischio. Nel programma è comunque indicato che i pericoli mostrati nelle riprese hanno mero valore esplicativo, così come viene scritto che la troupe - incluso Bear Grylls - riceve aiuto esterno in caso di situazioni rischiose. Si raccomanda di rivolgersi a guide professionali nel caso si volesse visitare un ambiente selvaggio e pericoloso.
Durante una puntata Grylls ha voluto dimostrare di essere in grado di cavalcare cavalli selvaggi, ma gli animali erano in realtà addomesticati ed erano stati affittati da una stazione di trekking nelle vicinanze. Questo episodio, che nel filmato viene collocato su una sperduta isola del Sud Pacifico, è stato invece girato su una penisola nelle Hawaii già utilizzata in alcune produzioni cinematografiche. Questi fatti sono stati confermati da Channel 4, il quale sosteneva che la trasmissione non fosse un documentario, ma piuttosto una ricostruzione televisiva per corsi di sopravvivenza, ammettendo l'errore di non aver avvisato lo spettatore di trovarsi davanti ad una finzione scenica. Il programma è stato successivamente modificato aggiungendo una voce fuori campo che all'inizio spiega brevemente che le situazioni presentate da Bear Grylls sono create per illustrare allo spettatore possibili espedienti di sopravvivenza.
Ray Mears, autore di programmi e scritti sulla sopravvivenza, ha etichettato Grylls come un giovane scout e un uomo di spettacolo che usa l'inganno nel proprio programma, offrendogli comunque il suo sostegno in quanto capo scout, titolo assegnatogli per dirigere l'intero gruppo britannico dell'associazione scout.

## Distribuzione internazionale

### Italia
Man vs. Wild è trasmessa in Italia dal canale Discovery Channel di Sky Italia con il nome di L'ultimo sopravvissuto, in seguito da DMAX in chiaro con il nome di Bear Grylls: L'ultimo sopravvissuto, da Italia 1 all'interno del programma Wild - Oltrenatura, e da Italia 2 col nome originario Man vs. Wild.